# Ivan Kazanets
 (février 2025).
Ivan Kazanets était un homme d'État ukrainien, Premier ministre de 1963 à 1965.